# Вільям Готтліб
Вільям Пол Готтліб (англ. William Paul Gottlieb; 28 січня 1917, Бруклін, Нью-Йорк — 23 квітня 2006, Лонг-Айленд, Нью-Йорк) — американський фотограф та оглядач газети, найбільш відомий своїми класичними фотографіями видатних виконавців джазу класичної епохи 1930—1940 років.